# Музей боевой и трудовой славы
Музей боевой и трудовой славы — музейный комплекс в Саратове. Музей расположен в Парке Победы на Соколовской горе. В состав музейного комплекса входят павильоны с экспонатами и выставка военной техники под открытым небом.

## История
Музей боевой славы в Парке Победы был открыт 9 мая 1982 года, первоначально — как филиал Саратовского областного музея краеведения. Первоначально экспозиция музея занимала один зал площадью пятьдесят квадратных метров. 9 мая 1999 года в Парке Победы была открыла экспозиция военной техники под открытым небом, относящаяся к музею, а 9 мая 2000 года открылся новый выставочный павильон.

## Экспозиция
Экспозиционно-выставочный павильон: здесь располагаются экспозиции «Трагедия и подвиг. Век ХХ» и временные выставки. Центральный экспонат павильона — самолёт Як-1б, единственный сохранившийся самолёт этого типа
- Военно-санитарный вагон: вагон санитарного поезда Великой Отечественной войны[4]
- Выставка военной и гражданской техники под открытым небом насчитывает 183 единицы, из них 126 единиц военной техники и 57 — гражданской. Представлена техника Великой Отечественной войны и послевоенного времени[5].
- Музей трудовой славы открыт 2015 году. В музее представлена история промышленности Саратовской области[6]

## Перечень выставленной техники на улице

### Бронетехника

#### Танки
- Легкий танк Т-26РТ обр. 1933 г.
- Легкий танк Т-70
- Легкий танк ПТ-76
- Средний танк Т-34-85
- Средний танк Т-44
- Средний танк Т-54
- Средний танк Т-55
- Средний танк Т-62
- Средний танк Т-64
- Основной боевой танк Т-80
- Тяжелый танк Т-10
- Тяжелый танк ИС-2

- Тяжелый танк ИС-3

#### Легкая бронетехника
- Боевая машина пехоты БМП-1ПГ
- Боевая машина пехоты БМП-1
- Боевая машина десанта БМД-1
- Боевая машина десанта БМД-2
- Бронетранспортер БТР-152
- Бронетранспортер БТР-60ПА
- Бронетранспортер БТР-60ПБ
- Бронетранспортер БТР-70
- Кузов немецкого бронеавтомобиля Sd.Kfz. 222
- Тягач МТ-ЛБ

### Артиллерия

#### Буксируемая артиллерия
- 57-мм противотанковая пушка обр. 1941 г. (ЗИС-2)
- 100-мм полевая пушка обр. 1944 г. (БС-3)
- 100-мм противотанковая пушка МТ-12
- 76-мм дивизионная пушка обр. 1942 г. (ЗИС-3)
- 122-мм корпусная пушка обр. 1931/37 гг. (А-19)
- 85-мм дивизионная пушка Д-44
- 122-мм гаубица обр. 1938 г. (М-30)
- 122-мм гаубица образца 1910/30 годов
- 122-мм гаубица Д-30
- 82-мм миномёт обр. 1937 года
- 160-мм миномёт обр. 1943 г. (МТ-13)
- Танковая пушка Д-81Т на лафете 203-мм гаубицы обр. 1931 г. (Б-4)
- Сломанный немецкий миномёт
- Артиллерийский тягач С-2 с 152-мм гаубицей обр. 1943 г. (Д-1)

#### Самоходная артиллерия
- Самоходная артиллерийская установка ИСУ-152
- Самоходная артиллерийская установка СУ-100
- Самоходное артиллерийское орудие StuG III Ausf. G

### Авиация

#### Самолёты
- Истребитель МиГ-23МЛ
- Истребитель МиГ-15
- Истребитель-перехватчик МиГ-31
- Истребитель-бомбардировщик МиГ-27М
- Дальний бомбардировщик Ту-22КД
- Штурмовик Су-25
- Учебно-тренировочный самолёт Як-18А
- Учебно-тренировочный самолёт Ту-134УБЛ
- Учебно-боевой самолёт Aero L-29 Delfin
- Учебно-боевой самолёт Aero L-39 Albatros

#### Вертолёты
- Многоцелевой вертолёт Ми-2
- Транспортно-боевой вертолёт Ми-24В
- Военно-транспортный вертолёт Ми-8Т

#### Авиационные бомбы и ракеты
- Крылатая ракета Х-22
- Фугасные авиабомбы ФАБ-250 и ФАБ-500
- Гермоконтейнер ГК-120
- Фугасная авиабомба ФАБ-5000НГ

### Техника ПВО

#### Зенитные пушки
- 23-мм зенитная установка ЗУ-23-2
- 100-мм зенитная пушка КС-19
- 57-мм зенитная пушка С-60
- 37-мм зенитная пушка обр. 1939 года (61-К)

#### Зенитно-ракетные комплексы
- Пусковая установка 2П24 самоходного зенитного ракетного комплекса 2К11 «Круг»
- Пусковая установка 2П25 самоходного зенитного ракетного комплекса 2К12 «Куб»
- Пусковая установка СМ-63-2 зенитного ракетного комплекса С-75
- Установка разведки и наведения 1С91 самоходного зенитного ракетного комплекса 2К12 «Куб»
- Пусковая установка 5П73 зенитно-ракетного комплекса С-125
- Станция наведения ракет 1С32 самоходного зенитного ракетного комплекса 2К11 «Круг»

### Ракетные комплексы и реактивная артиллерия

#### РСЗО
- Реактивная система залпового огня БМ-13
- Реактивная система залпового огня БМ-13Н
- Реактивная система залпового огня БМ-24
- Реактивная система залпового огня БМ-21

#### Тактические и оперативно-тактические ракетные комплексы
- Пусковая установка 9П117М оперативно-тактического ракетного комплекса 9К72 «Эльбрус»
- Пусковая установка 9П113М тактического ракетного комплекса 9К52 «Луна-М»
- Пусковая установка 2П16 тактического ракетного комплекса 2К6 «Луна»
- Пусковая установка тактического ракетного комплекса 9К79 «Точка»

### Гражданская и сельскохозяйственная техника

#### Тракторы
- Трактор СТЗ-15/30
- Пахотный трактор ДТ-54
- Универсально-пропашной трактор Т-40
- Трактор ДТ-75
- Универсально-пропашной трактор МТ3-5
- Трактор ДТ-20
- Трактор К-700 (Кировец)

#### Мелиоративная техника
- Мелиоративный насосный агрегат ОПВ-20000-12
- Мелиоративный насосный агрегат Д-6300-80
- Мелиоративный насосный агрегат Д-2000-100
- Мелиоративный насосный агрегат СИГМА тип 250-CVA-460-32
- Мелиоративный насосный агрегат 200Д-90
- Мелиоративная дождевальная машина ДКШ-64 «Волжанка»
- Мелиоративная дождевальная машина ДДА-100 МА
- Мелиоративная дождевальная машина ДФ-120 «Днепр»
- Машина мелиоративной техпомощи

#### Комбайны
- Прицепной зерноуборочный комбайн Сталинец-6
- Зерноуборочный комбайн СК-4 «Нива»
- Зерноуборочный комбайн СК-5 «Нива»

#### Автомобили
- Пожарная автоцистерна АЛ-30 (131)-Л21
- Пожарная автоцистерна АЦ-30 (164А)
- Макет пожарной машины Фрезе
- Грузовой автомобиль ГАЗ-51
- Трамвай серии Х
- Троллейбус ЗиУ-682г-012

#### Прочая сельскохозяйственная техника и орудия
- Соха
- Плуг «Труженик»
- Косилка конная КТ-1
- Плуг конный однокорпусный
- Грабли поперечные конные КГ-1
- Бороновальный агрегат
- Каналокопатель КМ-1400М
- Дальноструйная навесная дождевальная машина ДДН-70
- Самоходная многоопорная дождевальная машина Фрегат
- Грейдер прицепной Д-20Б
- Рабочее колесо вертикального мелиоративного насоса ОПВ-10-185Г

### Другое
- Прожектор зенитный
- Полевая кухня КП-2-48
- Зенитный прожектор АПМ-90
- Триангуляционный пункт ГГС 1-го класса
- Приёмно-передающая кабина радиолокационной станции П-37 (1РЛ139)

#### Железнодорожная техника
- Бронепоезд Рязано-Уральской железной дороги с паровозом Эу-706-77
- Военно-санитарный вагон

#### Морская/подводная техника
- Буксирно-десантный катер пр. Т-63 «Костромич»
- Сверхмалая подводная лодка «Тритон-1М»
- Морские мины и малогабаритная электрическая торпеда УМГТ-1
- Пожарный корабль пр. 16640 «Сторожевой»

#### Космическая техника
- Спускаемый аппарат космического корабля «Союз»
- Спускаемый аппарат космического корабля Ресурс-Ф2

#### Инженерная техника
- Быстроходная траншейная машина БТМ-3
- Машина для отрывки котлованов МДК-2М
- Экскаватор ЭО-3122
- Бульдозер Т-130
- Скрепер Д3-87-1 на базе Т-150К
- Грейдер прицепной Д-20Б
- Мелиоративный экскаватор роторный траншейный ЭТР-204

#### Химическая, биологическая и медицинская техника
- Химическая разведывательная машина БРДМ-2РХБ
- Дезинфекционно-душевая установка ДДА-66
- Автомобильная радиометрическая химическая лаборатория АЛ-4М
- Дезинфекционно-душевая установка ДДП-2
- Стерилизационно-дистилляционная установка СДП-2

## Галерея

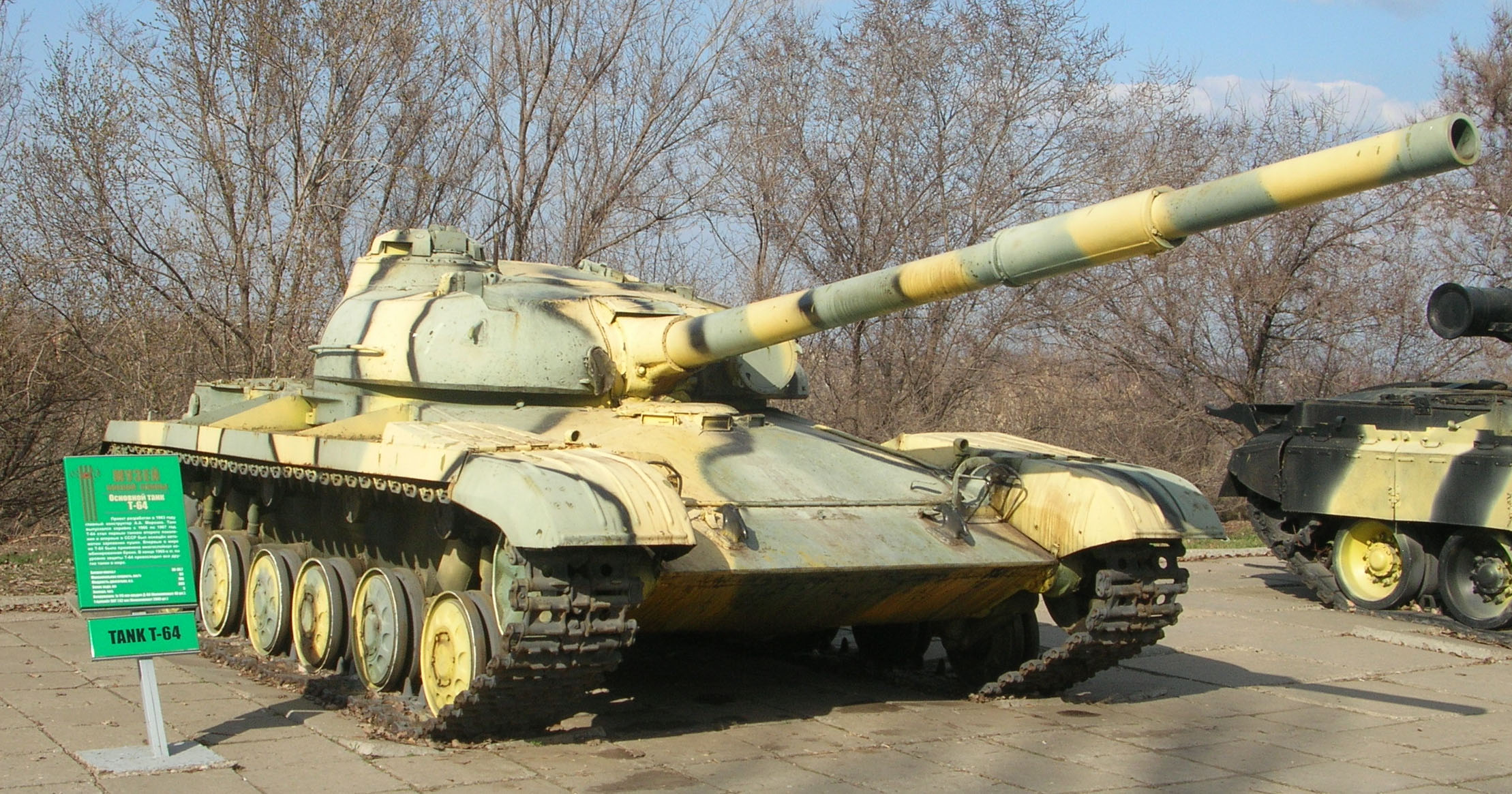
Танк Т-64
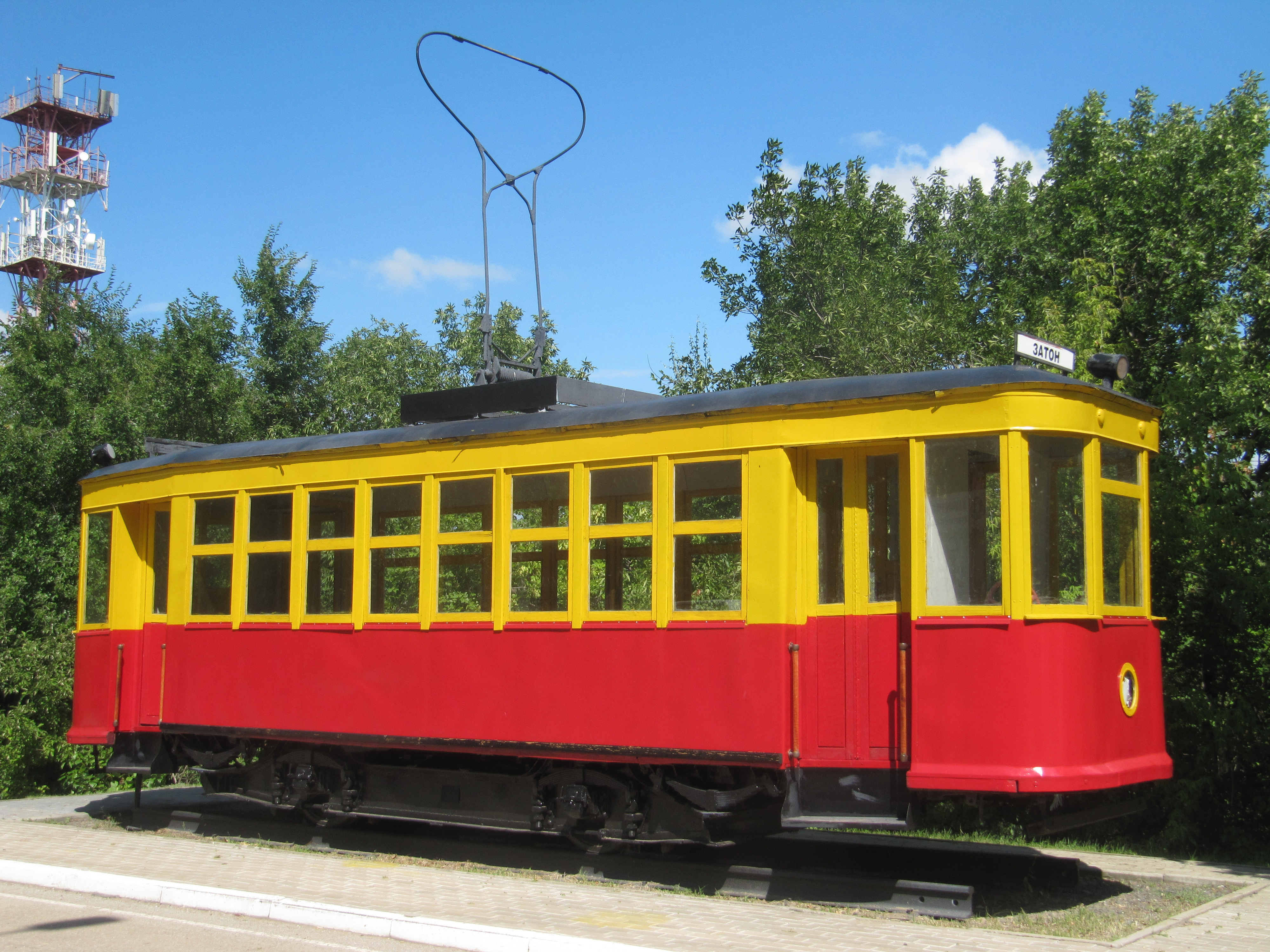
Трамвай Х
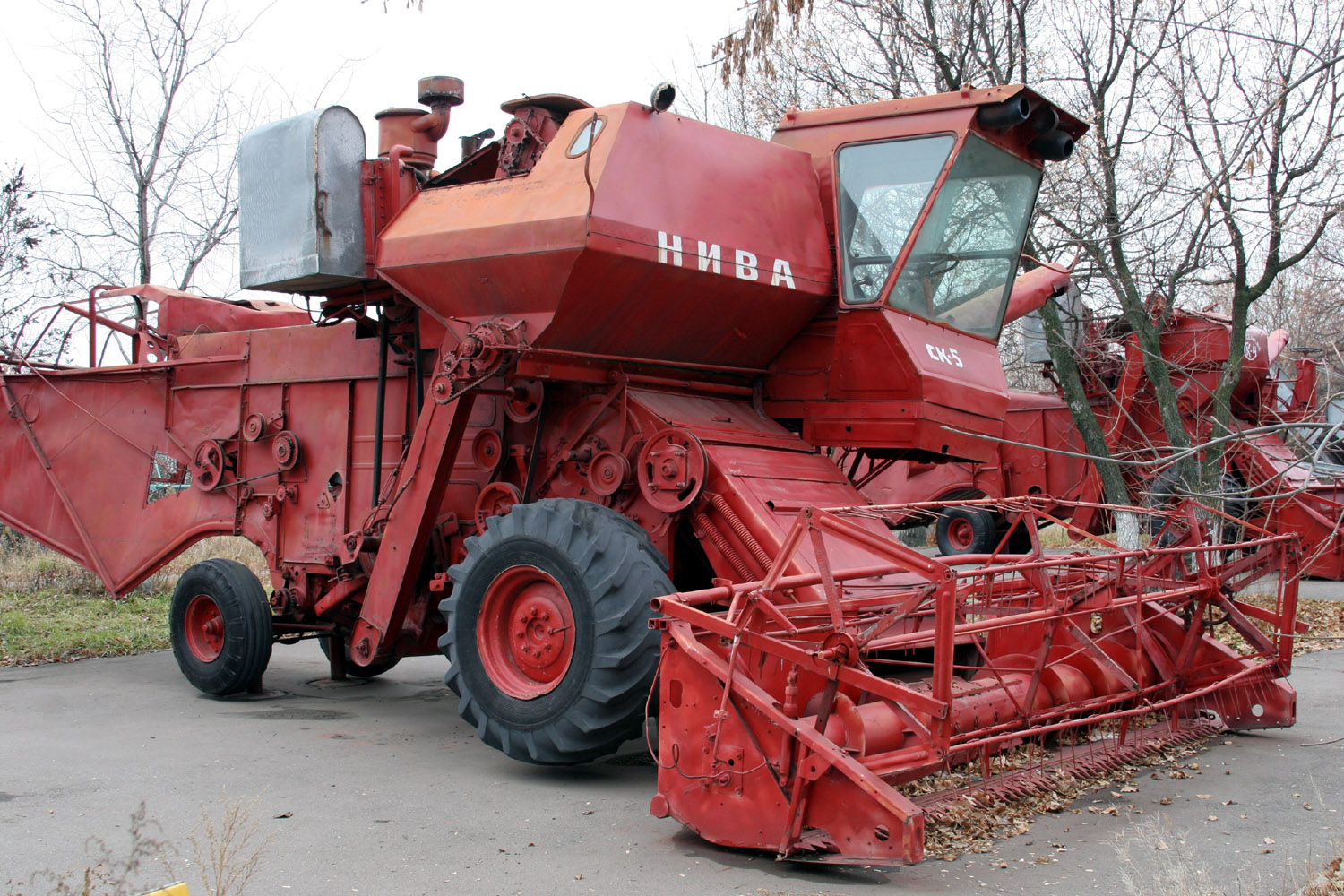
Комбайн СК-5
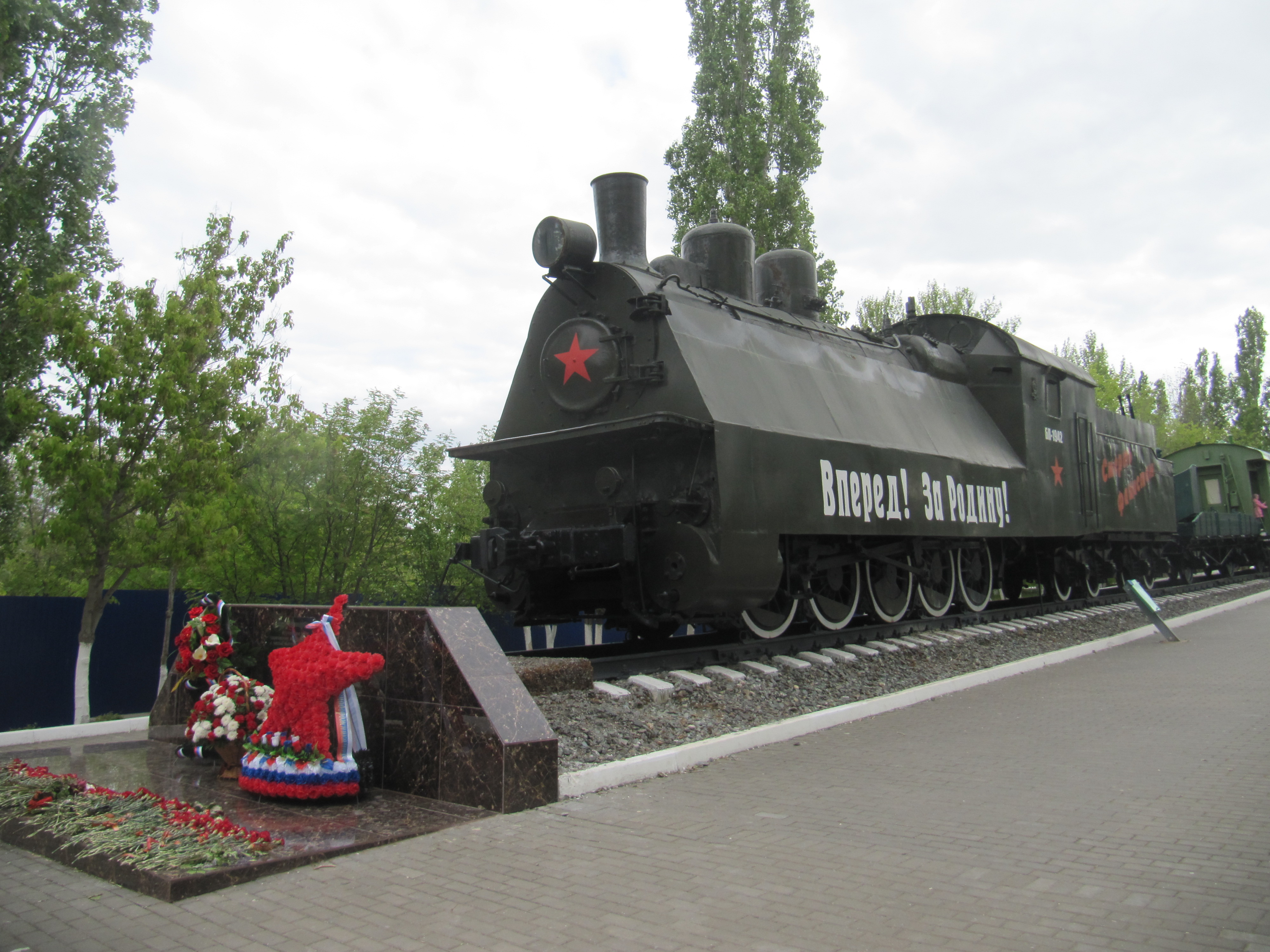
Бронепоезд с паровозом Эу-706-77
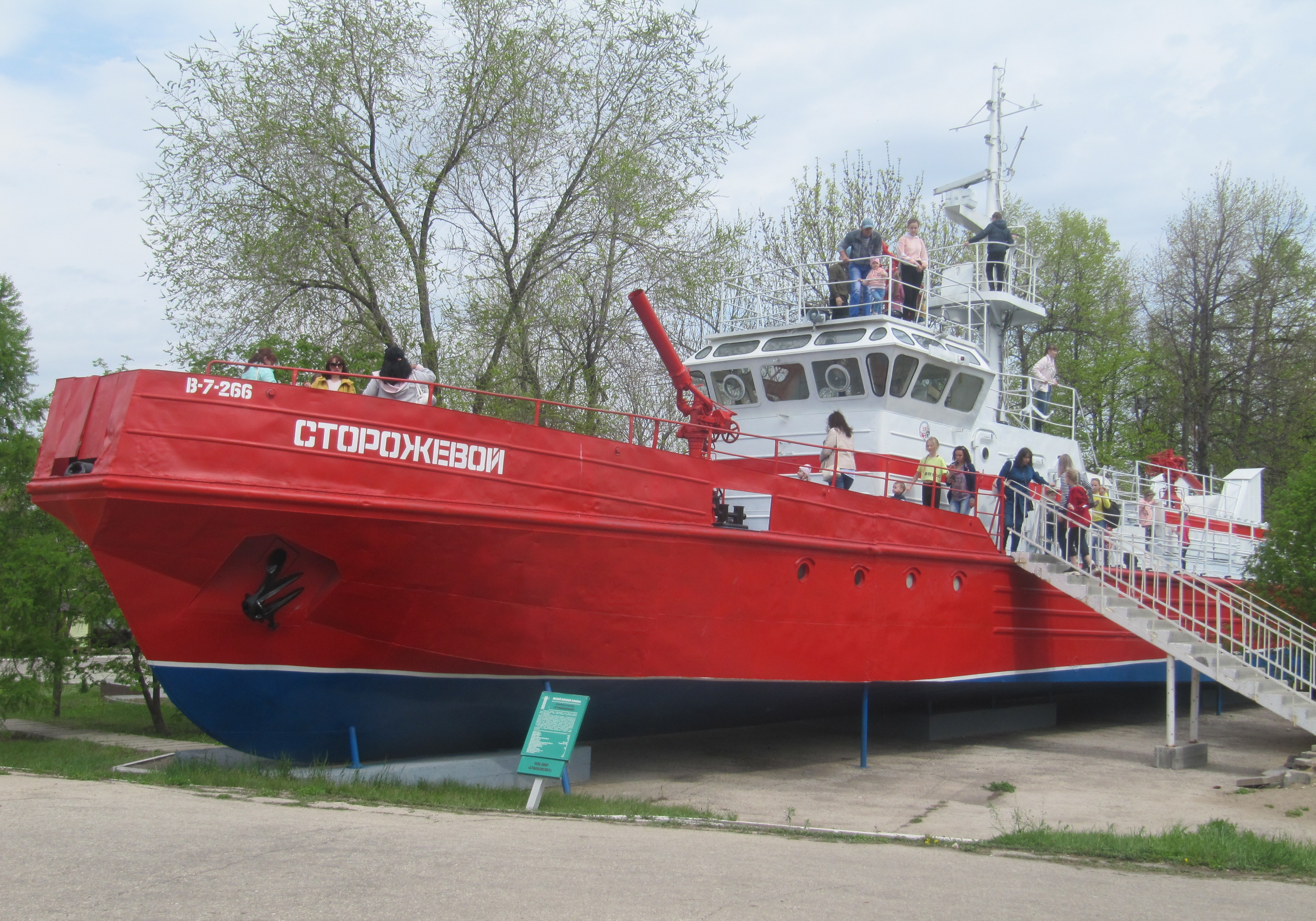
Пожарный корабль пр. 16640 «Сторожевой»
Самоходная артиллерийская установка СУ-100
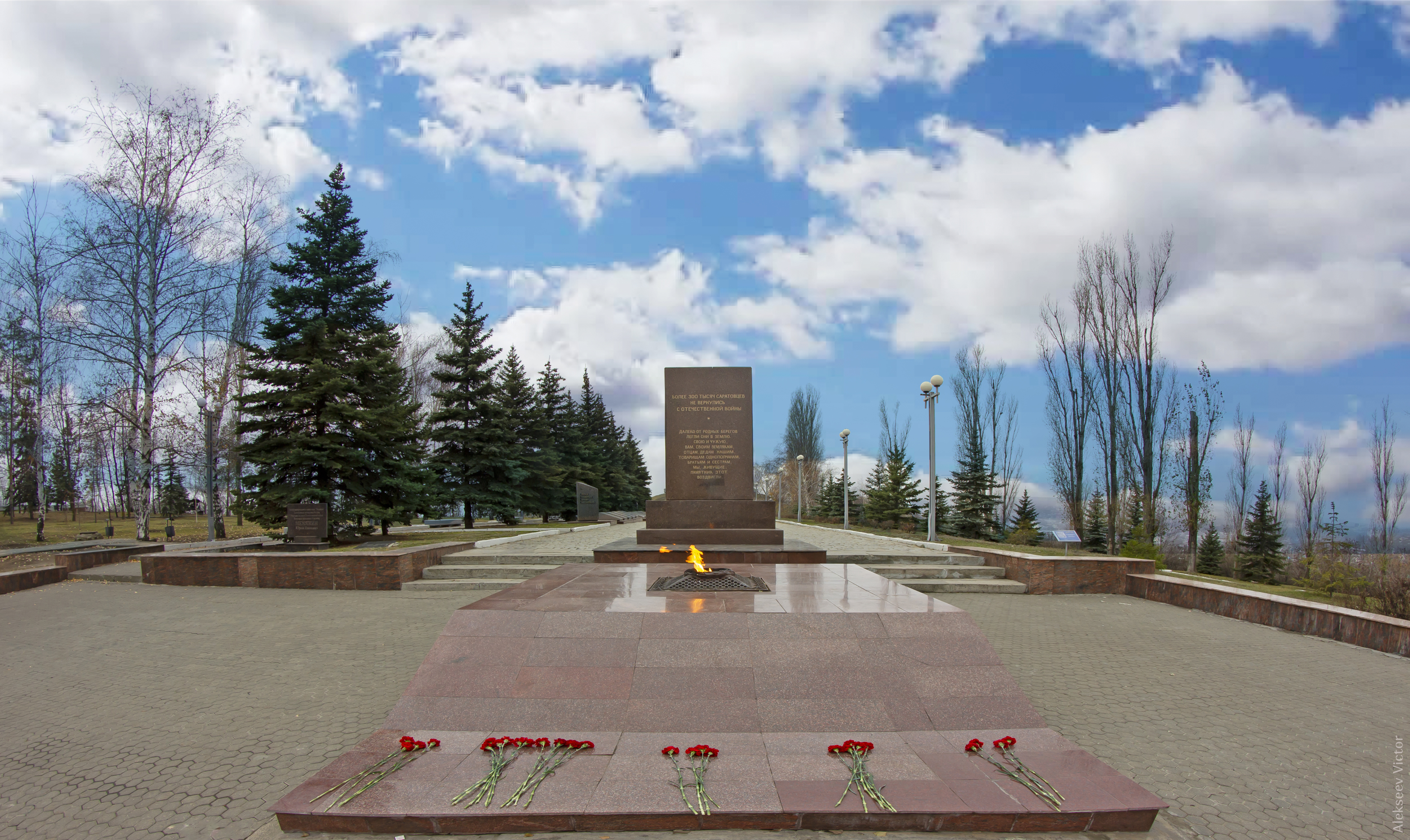
Вечный огонь
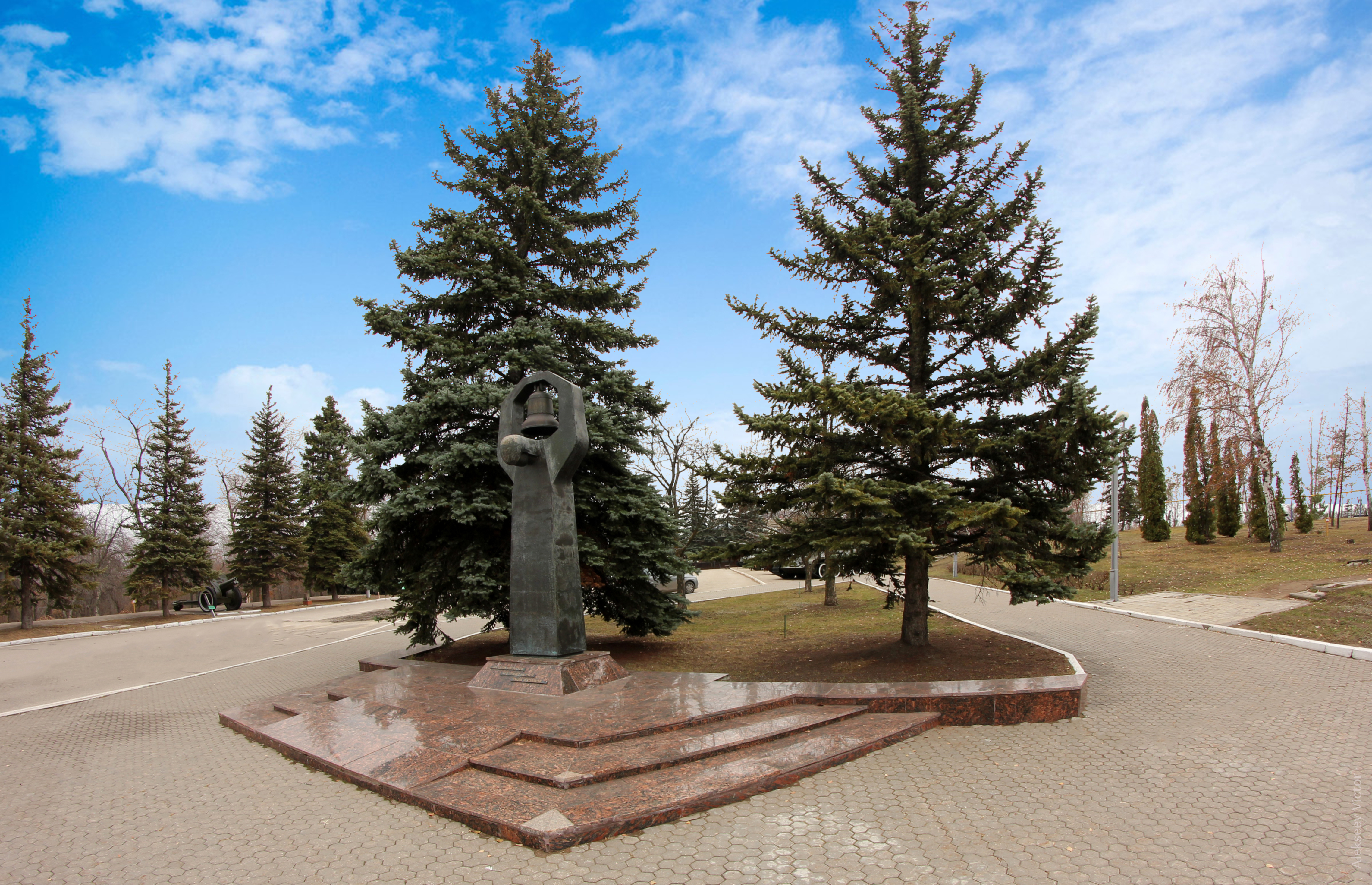
Молчащий колокол
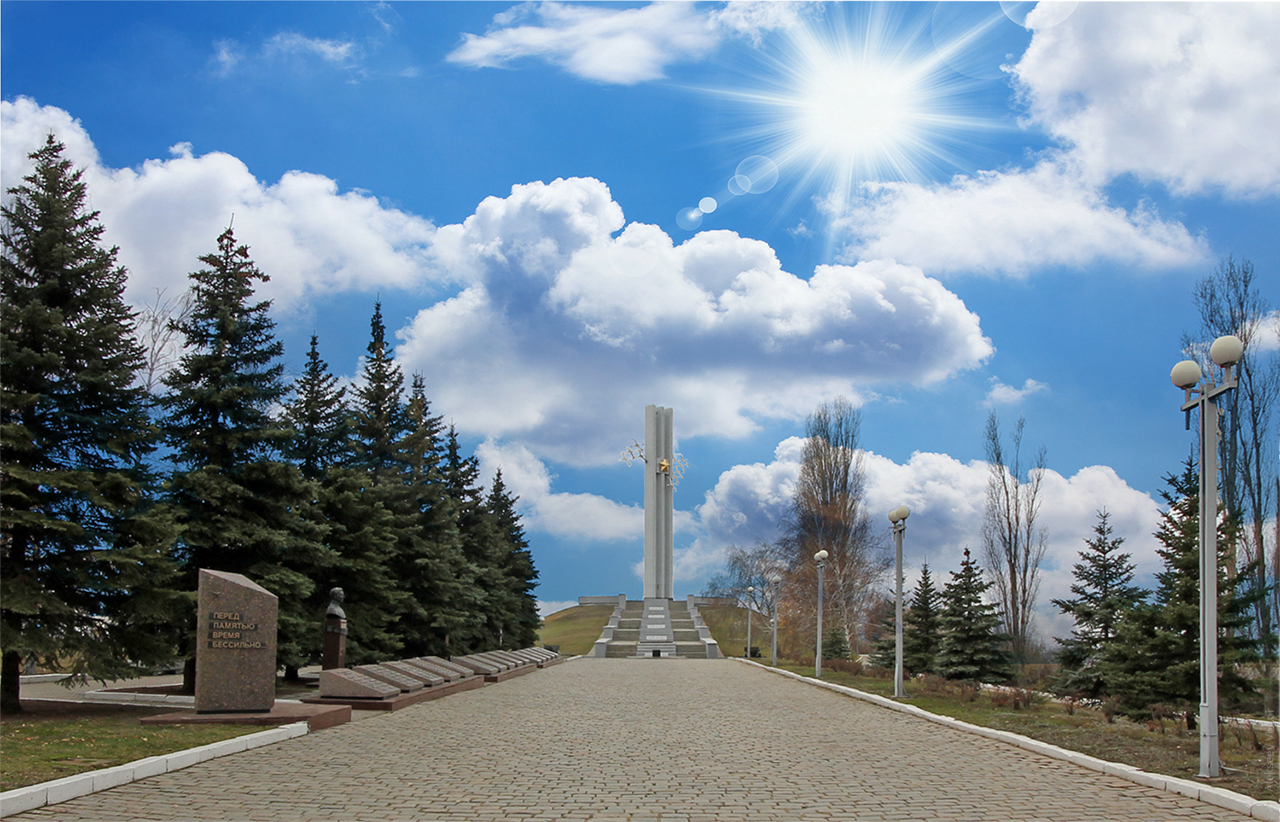
Вид на памятник «Журавли»
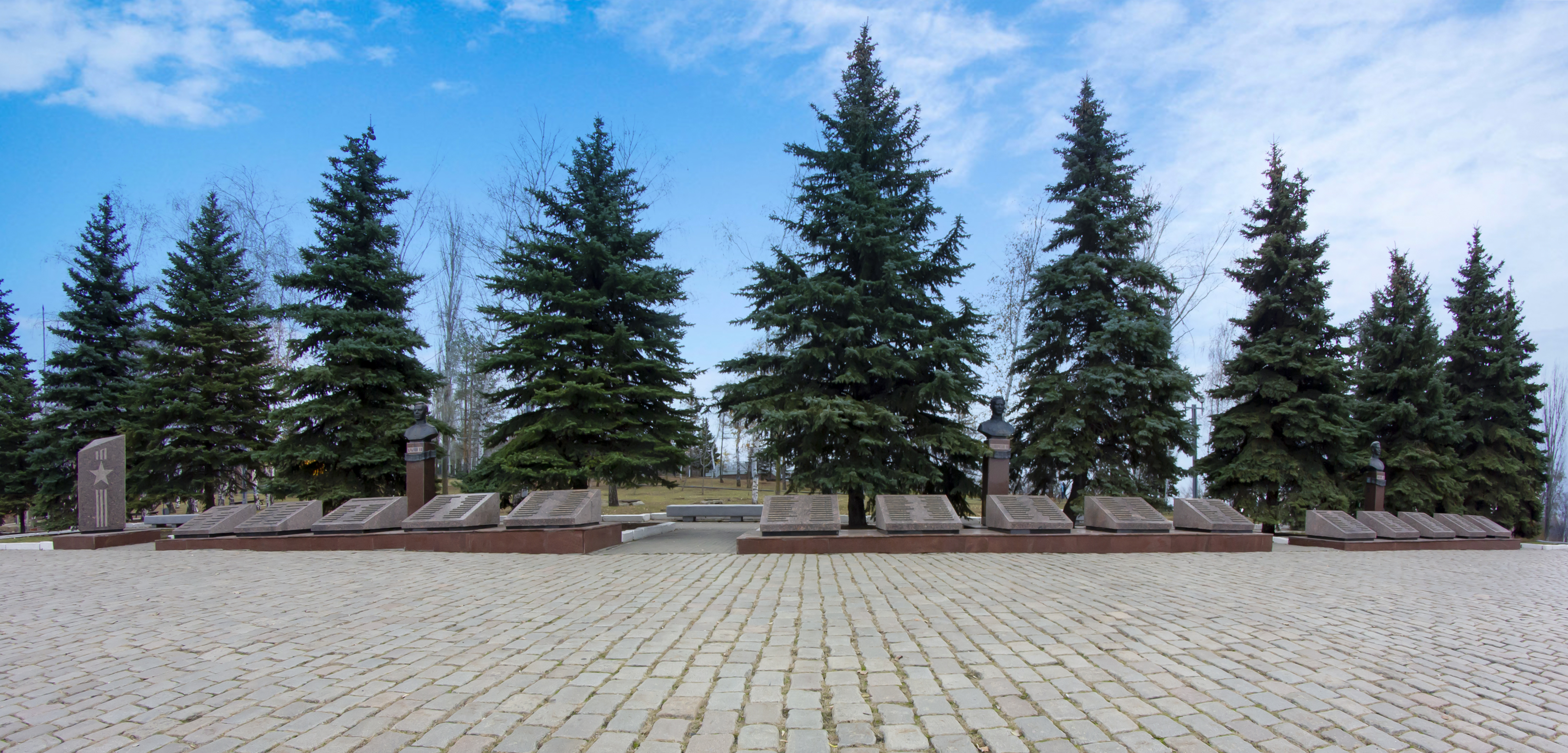
Аллея героев
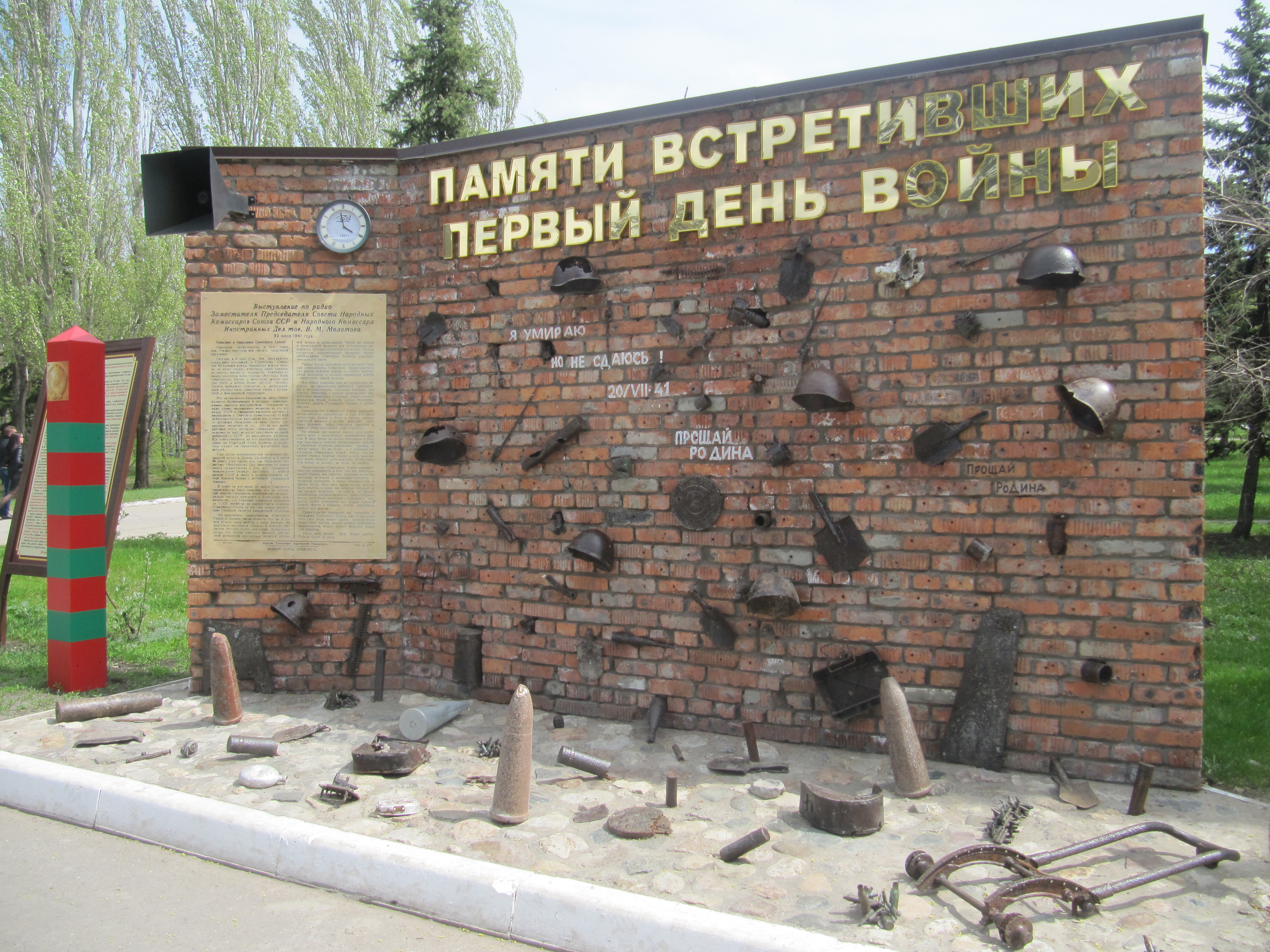
Памяти встретивших первый день войны
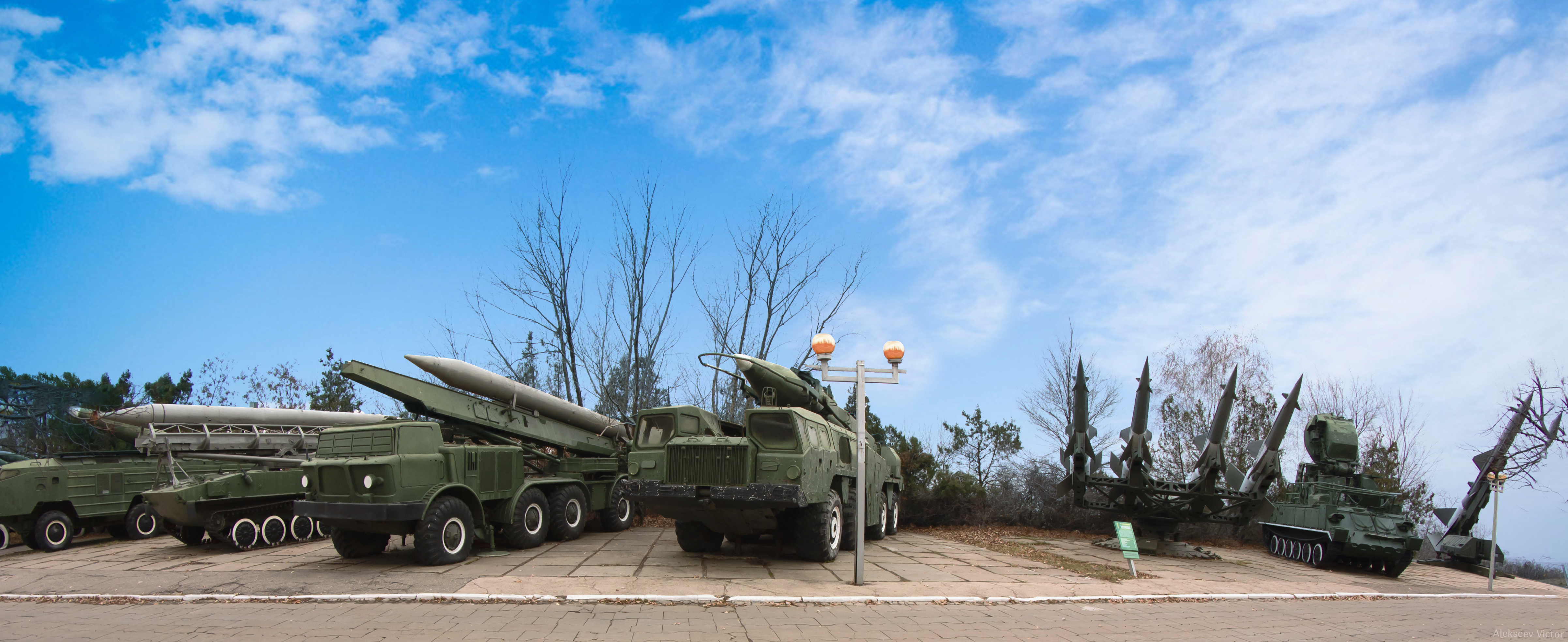
Ракетные комплексы и техника ПВО
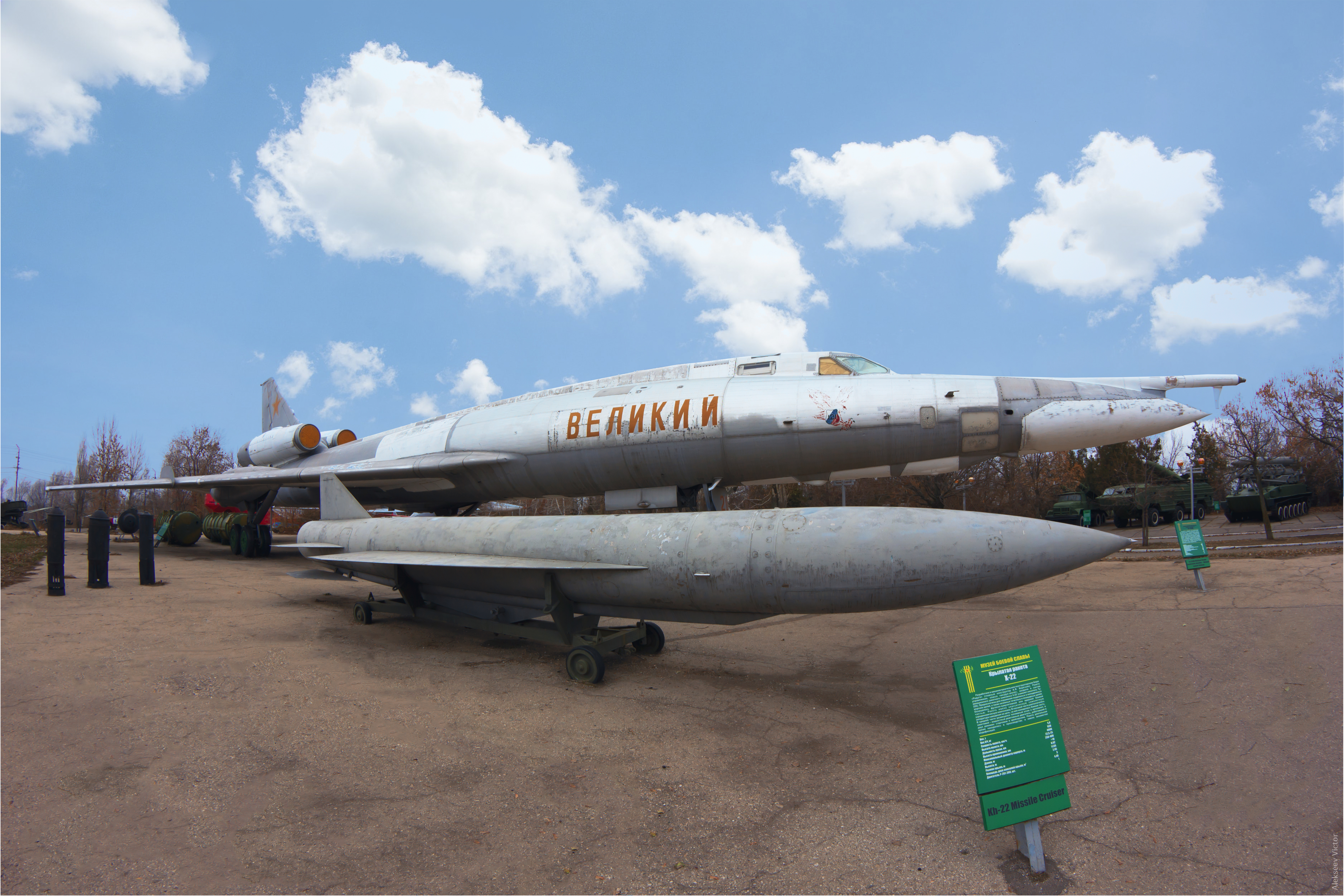
Бомбардировщик-ракетоносец Ту-22КД
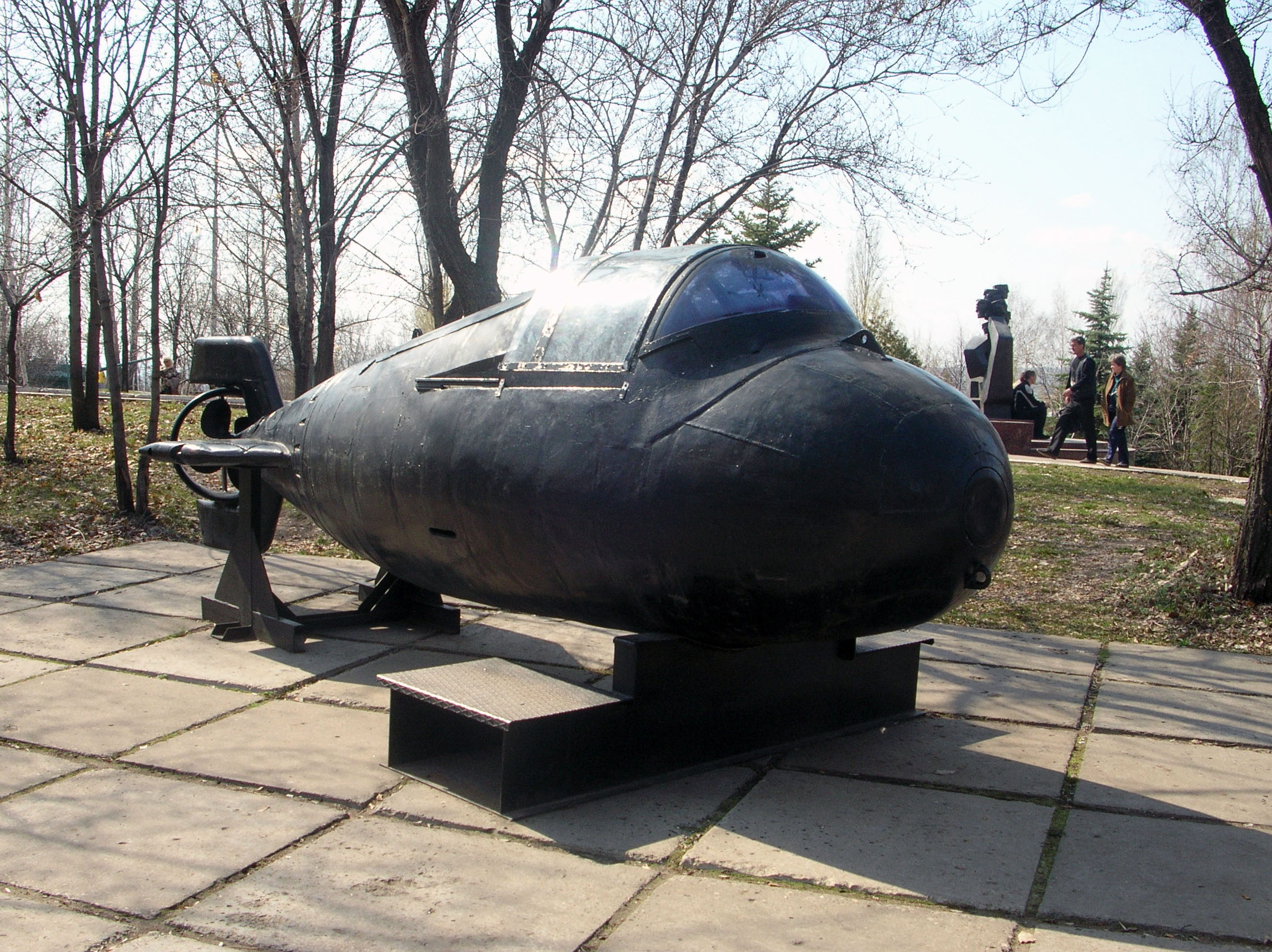
Сверхмалая подводная лодка проекта 907 «Тритон-1М»